# St Catherine’s College w Oksfordzie
St Catherine's College (Kolegium św. Katarzyny) – jedno z najmłodszych z kolegiów wchodzących w skład University of Oxford, założone w 1962 roku z inicjatywy znanego historyka Alana Bullocka, który został jego pierwszym dziekanem. 
Kolegium wywodzi swoje korzenie od działającego od 1868 klubu studentów, którzy ze względu na wysokie opłaty członkowskie studiowali w Oksfordzie bez przynależności do któregokolwiek z kolegiów, tworząc własne quasi-kolegium na potrzeby życia towarzyskiego, a potem także naukowego. W 1974 Kolegium św. Katarzyny stało się pierwszym w Oksfordzie, które zaczęło przyjmować słuchaczy studiów licencjackich obu płci (wcześniej koedukacja obowiązywała wyłącznie w kolegiach przeznaczonych jedynie dla magistrantów i doktorantów, natomiast kolegia licencjackie były osobne dla kobiet i mężczyzn). Obecnie należy do niego ok. 950 studentów, w tym 500 na studiach licencjackich oraz 410 magistrantów i doktorantów (reszta to tzw. visiting students).

## Znani absolwenci
- Benazir Bhutto – pakistańska polityk
- David Hemery – mistrz olimpijski w lekkoatletyce
- Peter Mandelson – polityk
- Matthew Pinsent – mistrz olimpijski w wioślarstwie
- John Warcup Cornforth – chemik, laureat Nagrody Nobla